# Tenis en Dinamarca
El tenis danés tuvo un gran inicio en la Era Amateur alrededor de la década de 1950 y 1960 con tenistas de élite como Kurt Nielsen, Jan Leschly y Torben Ulrich quienes estuvieron entre los 10 mejores de los ránkings publicados en la época. Posteriormente en la Era Abierta recuperaron cierto prestigio en la década de 1990 con tenistas como Kenneth Carlsen, Kristian Pless y Frederik Fetterlein. En la década de 2020 ha surgido el hasta ahora mejor tenista danés de la historia y mejor rankeado (4°), Holger Rune quien a su corta edad ya posee un título de Masters 1000 obtenido en Paris 2022.

## Clasificación histórica
Lista con tenistas daneses que han estado sobre el lugar 100 de la clasificación ATP.
| Singlista           | Mejor puesto | Año  | Títulos ATP |
| ------------------- | ------------ | ---- | ----------- |
| Holger Rune         | 4°           | 2023 | 5           |
| Kenneth Carlsen     | 41°          | 1993 | 3           |
| Kristian Pless      | 65°          | 2002 | 0           |
| Frederik Fetterlein | 75°          | 1995 | 0           |
| Torben Ulrich       | 93°          | 1973 | 0           |

## Galería de tenistas destacados
Tenistas daneses que han alcanzado el Top 65.
|                |
| Torben Ulrich. |

|               |
| Kurt Nielsen. |

|                  |
| Kenneth Carlsen. |

|                 |
| Kristian Pless. |

|              |
| Holger Rune. |